# The Struggle
The Struggle – trzeci album studyjny amerykańskiego rapera Cappadonny wydany 7 października 2003 roku nakładem wytwórni Code:Red Entertainment.

## Lista utworów
Opracowano na podstawie źródła.
1. Intro - 0:16
2. Cap Is Back - 3:29
  - Producent: Calogero
3. Role Of A Lifetime (gośc. Salomon Child) - 3:14
  - Producent: Calogero
4. Blood Brothers (gośc. Lounge Lo) - 3:14
  - Producent: 4th Disciple
5. Mamma (Skit) - 0:18
6. Mamma - 2:53
  - Producent: Calogero
7. Do It - Push - 3:08
  - Producent: Soulfingaz
8. Get Away From The Door (gośc. Inspectah Deck) - 2:58
  - Producent: Remedy
9. Money, Cash, Flows (gośc. Crunch Lo, Lounge Lo, Remedy) - 3:20
  - Producent: Soulfingaz
10. I Don't Even Know You - 2:25
  - Producent: Calogero
11. Make Money Money (Skit) - 0:11
12. Season Of Da' Vick (gośc. Lounge Lo) - 3:12
13. Killa Killa Hill (gośc. Raekwon) - 3:37
  - Producent: Remedy
14. Broken Glass - 2:44
  - Producent: Quasi
15. Power To The Peso (gośc. Lounge Lo, Solomon Childs, Wiggs) - 3:14
  - Producent: Mizza
16. Life Of A Lesbo - 3:44
  - Producent: Mizza
17. Pain Is Love (gośc. Lounge Lo, Solomon Childs) - 3:1
  - Producent: Quazi
18. Show (Skit) - 1:00
19. My Kinda Bitch - 2:30
  - Producent: D.A.
20. We Got This (gośc. Lounge Lo, Pike, Remedy) - 4:08 
  - Producent: Calogero
21. Struggle With This (gośc. King Just) - 13:29
  - Producent: Charlie Marotta